# 奥雷利娅·多布雷
奥雷利娅·多布雷（羅馬尼亞語：Aurelia Dobre，1972年11月16日—），罗马尼亚前女子竞技体操运动员。她曾代表罗马尼亚获得1988年夏季奥运会体操比赛女子团体全能银牌。